# Ven ven
Ven ven is een lied van de Nederlandse zanger Rolf Sanchez. Het werd in 2021 als single uitgebracht en stond in 2022 als vijfde track op het album Mi viaje.

## Achtergrond
Ven ven is geschreven door Rolf Sanchez, Andy Clay, Luis Salazar, Jayh Jawson en Yves Lassally en geproduceerd door La$$a. Het is een popnummer waarin in twee talen wordt gezongen; in het Spaans en in het Nederlands. Deze tweetaligheid is meer terug te vinden in nummers van de zanger. Het lied gaat over een man van wie zijn relatie is geëindigd, doordat hij te veel loog, en die aan zijn geliefde vraagt/smeekt om bij hem terug te komen. Het is de eerste single van de zanger in 2021, een jaar waarin hij ook onder andere scoorde met hits als Een moment, Hef je glas en Increíble. De single heeft in Nederland de gouden status.

## Hitnoteringen
De zanger had succes met het lied in het Nederlands taalgebied. Het kwam tot de tiende plaats in de Nederlandse Top 40 en stond dertien weken in deze hitlijst. In de Nederlandse Single Top 100 piekte het op de 23e plek in de zestien weken dat het in de lijst stond. Er was geen notering in de Vlaamse Ultratop 50, maar het kwam tot de derde positie van de Ultratip 100.